# Eciton hamatum
Eciton hamatum är en myrart som först beskrevs av Fabricius 1782.  Eciton hamatum ingår i släktet Eciton och familjen myror. Inga underarter finns listade i Catalogue of Life.